# Malaya Rivera Drew
Malaya Rivera Drew (Washington D.C., 6 februari 1985) is een Amerikaans actrice.

## Biografie
Drew werd geboren in Washington D.C. in een gezin van drie kinderen. Zij doorliep College aan de Middlebury College in Addison County waar zij afstudeerde in Engelse literatuur en Spaans. Na haar afstuderen verhuisde zij naar Londen om les te volgen aan de London Academy of Music and Dramatic Art, zij verliet deze studie voortijdig omdat zij deel kon nemen in een groot toneelstuk.
Drew begon in 2003 met acteren in de televisieserie Law & Order: Special Victims Unit, waarna zij nog meerdere rollen speelde in televisieseries en films.
Drew is getrouwd. Naast het Engels spreekt zij ook vloeiend Spaans.

## Filmografie

### Films
- 2022 Fatal Fandom - als Colette
- 2019 Crypto - als Penelope
- 2017 Three Billboards Outside Ebbing, Missouri - als Gabriella Forrester
- 2014 Galyntine - als Neera
- 2014 Audrey - als Nicki
- 2014 Girltrash: All Night Long - als Lauren
- 2013 Here Comes the Night - als Elena
- 2010 True Blue - als Mia Sherman

### Televisieseries
Uitgezonderd eenmalige gastrollen.
- 2021-2022 Good Trouble - als Lucia Morales - 9 afl.
- 2019 Mayans M.C. - als Ileana - 5 afl.
- 2013 The Originals - als Jane-Anne Deveraux - 2 afl.
- 2011 American Horror Story - als rechercheur Barrios - 2 afl.
- 2008 The L Word - als Adele Channing - 11 afl.
- 2006-2007 ER - als Katey Alvero - 11 afl.
- 2006-2007 Las Vegas - als Shannon - 6 afl.
- 2005 Entourage - als Carla - 2 afl.

### Computerspel
- 2003 Midnight Club II - als Julie